# アルキモス (ギリシア神話)
アルキモス（古希: Ἄλκιμος, Alkimos）は、ギリシア神話の人物である。主に、
- アキレウスの部下
- ヒッポコオーンの子
- オデュッセウスの部下

が知られている。以下に説明する。

## アキレウスの部下
このアルキモスは、トロイア戦争で活躍した英雄アキレウスの部下である。パトロクロスの死後、アウトメドーンとともにアキレウスによって特に重視された。ホメーロスの叙事詩『イーリアス』では両者の名前が同時に挙げられている。後にドリュアースとともにデーイポボスによって討たれた。

## ヒッポコオーンの子
このアルキモスは、スパルタのヒッポコオーンの子の1人である。パウサニアスはスパルタに他の子供たちとともにアルキモスの英雄廟があったことを報告している。

## オデュッセウスの部下
このアルキモスは、オデュッセウスの部下の1人である。オデュッセウスや他の同僚とともに凶暴なキュクロープスのポリュペーモスの洞窟に囚われたが、無事に脱出することができた。

## その他のアルキモス
- メントールの父[6]。
- ネーレウスの子[7]。
- ダプニスの猟犬[8]。